# Pachyrhachis
Pachyrhachis problematicus
Genre
Espèce
Pachyrhachis est un genre de serpents éteints dont les membres postérieurs sont bien développés. Ce genre a été décrit grâce aux fossiles découverts à Ein Yabrud, près de Ramallah, dans le centre de la Cisjordanie. C'est un serpent relativement petit, d'environ 1 m de long. Pachyrhachis semble avoir été un ancien serpent marin ; les fossiles se trouvent dans un gisement de calcaire marin et l'os épaissi des côtes et des vertèbres aurait servi de ballast pour réduire la flottabilité de l'animal, lui permettant de plonger sous les anciennes mers du Crétacé qu'il habitait autrefois. Ce genre n'est représenté que par l'espèce Pachyrhachis problematicus.

## Systématique
Le genre Pachyrhachis et l'espèce Pachyrhachis problematicus ont été décrits en 1979 par le paléontologue et herpétologiste autrichien Georg Haas (1905-1981).

## Description
Pachyrhachis est l'un des trois genres de serpents du Cénomanien à Cindoman. Bien que de nombreux pythons et boas modernes conservent encore des vestiges de leurs membres postérieurs, ceux de Pachyrhachis comprenaient une articulation de la hanche, du genou et de la cheville. Haas a décrit à l'origine Pachyrhachis et noté qu'il présentait un mélange étonnant de traits de serpents et de lézards ; son statut de serpent ancien a ensuite été confirmé,.
La position de Pachyrhachis chez les serpents a été débattue,,. Pachyrhachis est l'un des plus anciens serpents connus et conserve des membres postérieurs bien développés, suggérant qu'il s'agissait d'une forme de transition reliant les serpents aux lézards marins, bien que d'autres études placent Pachyrhachis au sein du rayonnement moderne Macrostomata.